# Kirchliche Pädagogische Hochschule Edith Stein
Die Kirchliche Pädagogische Hochschule Edith Stein (KPH Edith Stein) ist eine 2007 gegründete private Pädagogische Hochschule an den Standorten Feldkirch, Innsbruck, Salzburg sowie Stams und dient der Aus-, Fort- und Weiterbildung von Lehrern für die Primarstufe sowie für die Sekundarstufe und von anderen pädagogischen und sozialen Berufsfeldern. 

## Geschichte
Die KPH Edith Stein ist eine vom Rechtsträger Hochschulstiftung der Diözese Innsbruck im Zusammenwirken von drei Diözesen, der Erzdiözese Salzburg und den Diözesen Innsbruck und Feldkirch, gemeinsam errichtete und geführte Pädagogische Hochschule  mit staatlicher Anerkennung nach § 4 Hochschulgesetz 2005.
Im Oktober 2021 übernahm die Sozialethikerin Petra Steinmair-Pösel die Leitung der Hochschule von Peter Trojer, der Vertrag wurde 2023 einvernehmlich aufgelöst. Im November 2023 wurde der bisheriger Vizerektor Nikolaus Janovsky auf Vorschlag des Hochschulrates vom Protektor der Hochschule, Bischof Hermann Glettler, zum Rektor ab 1. Dezember 2023 bestellt. Vizerektorin wurde die Erziehungswissenschaftlerin Manuela Waldner.

## Standorte
Die KPH Edith Stein ist überregional an den vier Standorten Feldkirch, Innsbruck, Salzburg und Stams tätig. Das Rektorat befindet sich in Innsbruck. Die Aus-, Fort- und Weiterbildung erfolgt über sechs Institute:
- Institut für LehrerInnenbildung (ILB), Standort Stams
- Institut für Religionspädagogische Bildung – Diözese Feldkirch (IRPB Feldkirch), Standort Feldkirch
- Institut für Religionspädagogische Bildung – Erzdiözese Salzburg (IRPB Salzburg), Standort Salzburg
- Institut für Religionspädagogische Bildung – Diözese Innsbruck (IRPB Innsbruck + Stams), Standort Innsbruck und Stams
- Institut für Pädagogisch Praktische Studien und Praxisforschung (IPPS), Standort Stams
- Institut für Digital Inklusive Bildung (IDIB), Standort Salzburg

## Publikationen
Die Reihe PerspektivenBildung der KPH Edith Stein setzt sich multiperspektivisch mit aktuellen Fragestellungen im Bildungsbereich auseinander. 
PerspektivenBildung, Bd. I, ISBN 978-3-8309-4374-7